# Міно Райола
Міно Райола (італ. Mino Raiola; 4 листопада 1967, Ночера-Інферіоре, Італія — 30 квітня 2022, Мілан, Італія) — нідерландський футбольний агент італійського походження.
Був одним з найбільш відомих і впливових футбольних агентів світу. Відомий як агент ряду відомих футболістів, включаючи Златана Ібрагімовича, Поля Погба, Маріо Балотеллі, Генріха Мхітаряна, Ромелу Лукаку, Блеза Матюіді і інших. Проживав в Амстердамі.

## Біографія

### Ранні роки
Народився 1967 року в італійському місті Ночера-Інферіоре. 1968 року переїхав із батьками до нідерландського Гарлема. Працював в італійському ресторані своїх батьків у Гарлемі. Водночас він отримав атестат середньої школи й два роки навчався в університеті, вступивши на юридичний факультет. У 2016 році в інтерв'ю німецькому спортивному журналу 11 Freunde він сказав, що його навчання на юриста було втраченим часом: «Зрештою, я можу купити адвокатів».
У віці 22 років почав працювати в менеджменті місцевого клубу «Гарлем», в якому також пробував виступати як футболіст.

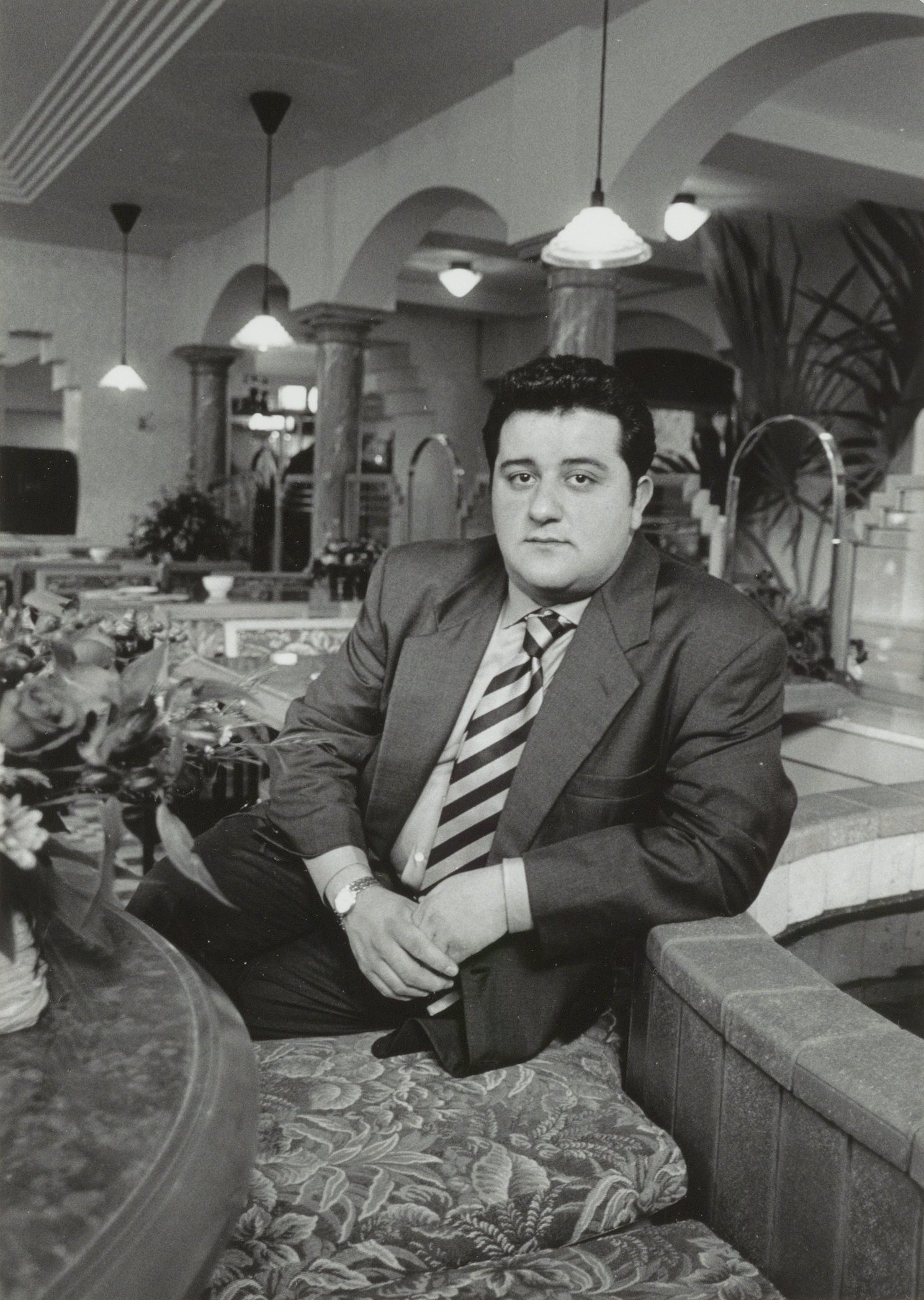
Міно Райола в 1994 році в сімейному ресторані в Гарлемі/

### Агентська кар'єра
На початку 1990-х почав працювати футбольним агентом компанії «Sports Promotions». Працюючи в цій компанії, у 1992 році він займався трансфером Браяна Роя з «Аякса» до «Фоджі», в 1993 році під його керівництвом здійснювалися переходи Віма Йонка і Денніса Бергкампа з «Аякса» в «Інтер», Марсіано Вінка з «Аякса» до «Дженоа», а 1994 року Міхела Крека з «Аякса» до «Падови». У розмові з британською телекомпанією Sky Sports у 2021 році Рой і Крек похвалили Райолу за його здатність допомагати їм влаштуватися і знаходити час, щоб допомогти з повсякденними аспектами їхнього життя, включаючи відкриття банківських рахунків, купівлю автомобілів та проживання.
Після сварки з Робом Янсеном, який заснував Sports Promotions і був босом Райоли, Міно покинув компанію і став самостійним агентом. У 1995 році рішення Європейського суду (так зване Правило Босмана) дозволило гравцям, які не мають контракту, переміщатися по всій території ЄС без трансферної плати. Це, у поєднанні зі збільшенням телевізійних грошей у футболі, зробило трансфери та контракти гравців більш важливими в клубному футболі, зробивши агентів більш значущими. Його першим великим трансфером як незалежного агента став перехід Павела Недведа з празької «Спарти» в «Лаціо» після вражаючого виступу на Євро-1996. У 2001 році він допоміг чеху перейти до «Ювентуса», одного із грандів світового футболу, в якому Недвед здобув «Золотий м'яч» у 2003 році.
На початку століття Райола тісно співпрацював з «Аяксом». Це принесло йому нову клієнтуру, яка складалася зокрема із Златана Ібрагімовича, Мідо та Максвелла, крім того він зумів привести до клубу свого чеського клієнта Зденека Григеру. Крім того Райола займався переходом Александера Остлунда та Петера ван ден Берга до «Феєнорда». 31 серпня 2004 року, в останній літнього трансферного вікна, Райола зумів провести трансфер Ібрагімовича в «Ювентус» за 16 мільйонів євро, а Максвелл і Григера вирішили не продовжувати свої контракти з «Аяксом», що означало, що Райола міг домовитись про їх безкоштовний перехід «Інтернаціонале» та «Ювентус» відповідно. Після цих трансферів «Аякс» надовго припинив співпрацю з Райолою. В результаті Міно фактично покинув нідерландський футбол і за наступні роки найбільшими його трансферами у країні стали переходи Лео Велосо та Оскара Моенса до «Віллем II». В цей час головним активом агента залишався Ібрагімович, і Райола контролював перехід шведа в «Інтернаціонале» (2006) і «Барселону» (2009), завдяки чому Златан став одним з найдорожчих гравців в історії за сукупною трансферною вартістю.
Райола знову повернувся до роботи з «Аяксом» у 2009 році, коли його клієнт Мартін Йол став там головним тренером клубу. Слідом за Йолом до Амстердама прибули інші клієнти Райоли бразильці Керлон і Зе Едуардо, а також повернувся ветеран Мідо.
У період 2010—2011 років Райолі вдалося взяти участь у п'яти трансферах гравців до «Мілана» (Златана Ібрагімовича, Робінью, Марка ван Боммела, Урбі Емануельсона та Дідак Віли), попри те, що не всі гравці, про які йде мова, були його постійними клієнтами, а також у переході Маріо Балотеллі до «Манчестер Сіті». У квітні 2012 року журнал Voetbal International підрахував, що до цього моменту Райола заробив понад 192 мільйони євро на своїй агентській практиці.
Влітку 2012 року він домовився про перехід Ібрагімовича з «Мілана» в «Парі Сен-Жермен» і Поля Погба з «Манчестер Юнайтед» в «Ювентус». У січні 2013 року він займався трансфером Балотеллі з «Манчестер Сіті» до «Мілана», наступного року організував перехід гравця до «Ліверпуля», а влітку 2015 року подбав про повернення нападника до «Мілана».
Влітку 2016 рік за місяць заробив 30 мільйонів на комісіях від трансферів Погба, Ібрагімовича та Мхітаряна до «Манчестер Юнайтед». При цьому перехід Погба за 105 млн євро став найдорожчим трансфером в історії на той момент. За отримані від трансферу гроші Райола купив у Маямі колишній будинок одного з найвідоміших мафіозних босів Америки, Аль Капоне, за 9 мільйонів євро.
Влітку 2019 року він уклав кілька угод, найважливішою з яких є перехід нідерландця Матейса де Лігта з «Аякса» до «Ювентуса» за 75 мільйонів євро та Костаса Маноласа з «Роми» в «Наполі» за 36 млн.
У 2020 році Райола був визнаний найвпливовішим голландцем у футбольній індустрії за результатами голосування, організованого Voetbal International, а журнал Forbes помістив його на 4 місце серед найбільш високооплачуваних спортивних агентів світу з доходом 84,7 млн доларів.

### Смерть
У січні 2022 року Райола був госпіталізований до лікарні Сан-Рафаеле в Мілані, де йому зробили операцію. Співробітники Райоли спростували повідомлення про те, що він перебував у реанімації, і через десять днів агент був виписаний.
У квітні 2022 року бізнес-партнер Райоли і лікар, який його лікував, вказали, що Райола «бореться за своє життя». 28 квітня кілька інформаційних агентств повідомили про його смерть, яку він згодом спростував у пості в соціальних мережах, заявивши: «Мене вбивають вдруге за 4 місяці». Втім вже 30 квітня родина Райоли опублікувала заяву, в якій підтвердила, що він помер у віці 54 років.

## Особисте життя
Райола проживав у князівстві Монако зі своєю родиною. Він володів сімома мовами: італійською, англійською, німецькою, іспанською, французькою, португальською та нідерландською.
Вважався «суперагентом» і був одним з найвідоміших агентів у футболі, а його участь у вигідних трансферах зробила його таким же відомим, як і його клієнтів. Його регулярно відносили до категорії найбагатших і найсильніших агентів у спорті. Після його смерті у 2022 році італійська газета La Gazzetta dello Sport описала його як «наймогутнішого, найкращого, найбільш обговорюванішого».
Завдяки своєму успіху він був суперечливою фігурою, а його нахабний стиль приводив до конфліктів з фігурами у всьому світовому футболі, такими як голова «Наполі» Ауреліо де Лаурентіс, якого він порівнював з фашистським диктатором Беніто Муссоліні, а тренер «Манчестер Юнайтед» Алекс Фергюсон назвав його «мішком лайна», згадуючи відносини, які він мав із Райолою, які призвели до відходу Поля Погба з клубу. Водночас футбольний функціонер Адріано Галліані, який мав справу з Райолою в «Мілані», сказав, що між ним і Райолою склалися позитивні стосунки, засновані на симпатії через суперечливі інтереси останнього, і Галліані визнавав, що Райола хотів лише найкращого для своїх клієнтів.
Райола був відомий як жорсткий переговорник і як агент, який регулярно захищав своїх клієнтів від критики, що часто приводило до того, що він використовував ЗМІ для образи експертів і менеджерів, таких як Пол Скоулз і Пеп Гвардіола, кажучи, що як «людина він абсолютний нуль. Він боягуз, собака». Райола описав себе як «альтруїста» на відміну від колеги-агента Жорже Мендеша, якого він описав як «егоїста», через різні мотиви обох.

## Найвідоміші клієнти
- Джессі Лінгард[51]
- Ромелу Лукаку[18][52]
- Максвелл[18]
- Феліпе Маттіоні[53]
- Генріх Мхітарян
- Маріо Балотеллі[18]
- Марко Верратті[54]
- Джанлуїджі Доннарумма[18]
- Лоренцо Інсіньє[55][56]
- Мойзе Кен[55]
- Ірвінг Лосано[57]
- Грегорі ван дер Віл[58]
- Маттейс де Лігт[59]
- Доніелл Мален[60]
- Хаві Сімонс[61]
- Ерлінг Браут Голанд[62]
- Етьєн Капу[63]
- Блез Матюїді[58]
- Поль Погба[18][28]
- Зденек Григера[64]
- Павел Недвед[18]
- Златан Ібрагімович[18]